# 国道492号

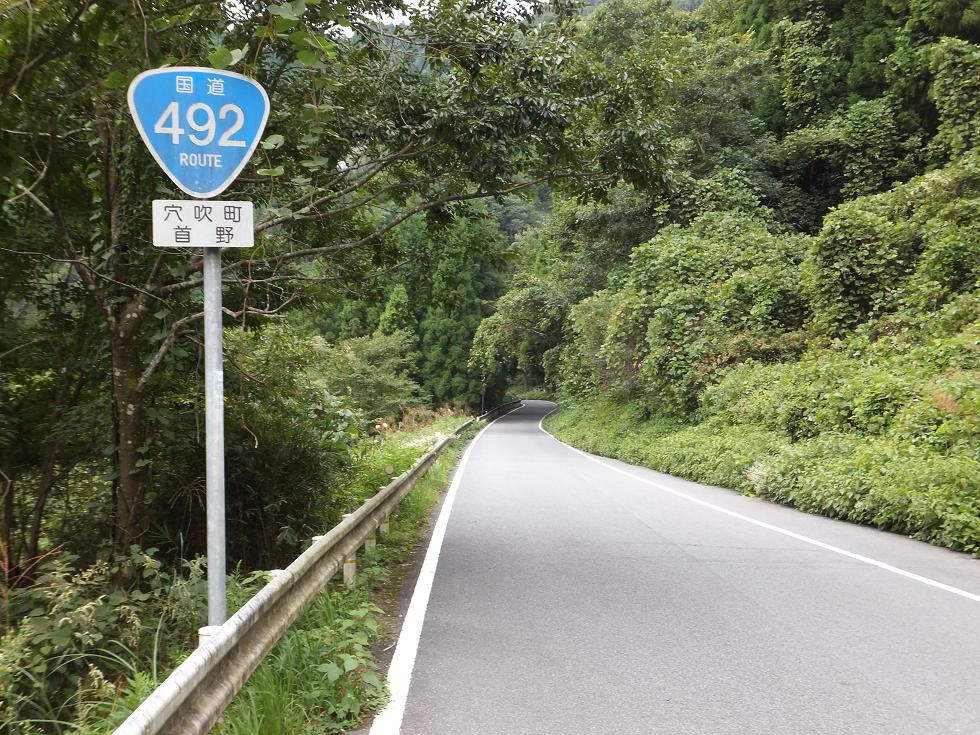
美馬市穴吹町首野

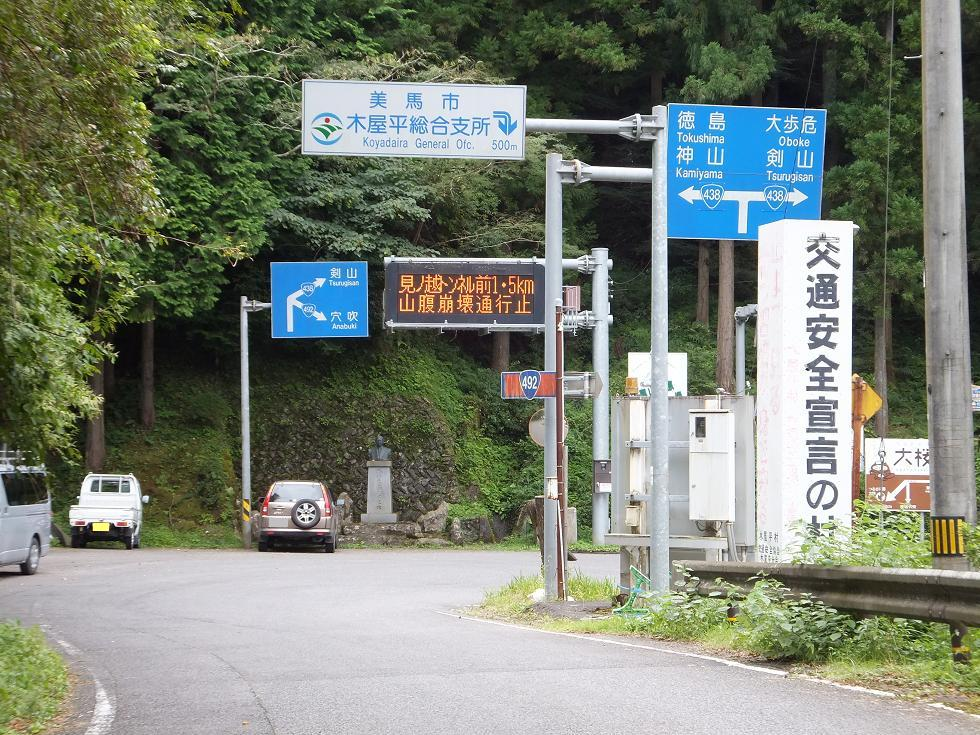
美馬市木屋平川井
単独区間はこの交差点で終わり

国道492号（こくどう492ごう）は、香川県高松市から高知県長岡郡大豊町に至る一般国道である。

## 概要
総延長145.3 kmのうち、約8割にあたる113.8 kmが重用延長であり、単独区間は徳島県内に限られ、重複区間は地図上には重複する上位路線が表記されるのみである。

### 路線データ
一般国道の路線を指定する政令 に基づく起終点および重要な経過地は次のとおり。
- 起点：高松市（中新町交差点 = 国道11号上、国道30号・国道436号・香川県道43号中徳三谷高松線旧道・香川県道155号牟礼中新線終点、国道32号・国道193号・香川県道33号高松善通寺線起点）
- 終点：高知県長岡郡大豊町（国道32号・国道439号・徳島県道・高知県道113号東祖谷山大杉停車場線上）
- 重要な経過地：香川県香川郡香川町[注釈 3]、同郡塩江町[注釈 4]、同県木田郡三木町、徳島県美馬郡穴吹町[注釈 5]、同郡木屋平村[注釈 5]、同県三好郡東祖谷山村[注釈 6]
- 総延長 : 145.3 km（徳島県 96.7 km、香川県 30.2 km、高知県 18.3 km）重用延長を含む。[1][注釈 1]
- 重用延長 : 113.8 km（徳島県 65.2 km、香川県 30.2 km、高知県 18.3 km）[1][注釈 1]
- 未供用延長 : なし[1][注釈 1]
- 実延長 : 31.5 km（徳島県 31.5 km、香川県 - km、高知県 - km）[1][注釈 1]
  - 現道 : 29.2 km（徳島県 29.2 km、香川県 - km、高知県 - km）[1][注釈 1]
  - 旧道 : 0.6 km（徳島県 0.6 km、香川県 - km、高知県 - km）[1][注釈 1]
  - 新道 : 1.7 km（徳島県 1.7 km、香川県 - km、高知県 - km）[1][注釈 1]
- 指定区間：国道11号・国道32号と重複する区間（香川県高松市・中新町交差点（起点）- 上天神町交差点、高知県長岡郡大豊町西土居 - 高知県長岡郡大豊町高須（終点））[4]

## 歴史
- 1959年（昭和34年）1月31日 - 徳島県道川井穴吹線として認定
- 1972年（昭和47年）3月10日 - 徳島県道253号川井穴吹線に変更
- 1976年（昭和51年）10月5日 - 徳島県道24号穴吹木屋平線として主要地方道に昇格
- 1993年（平成5年）4月1日 - 一般国道492号（高松市 - 高知県長岡郡大豊町）として指定施行[5]。
- 1994年（平成6年） - 穴吹バイパス事業化[6]
- 2007年（平成19年）12月18日 - 穴吹バイパス開通[7]

## 路線状況

### バイパス
- 穴吹バイパス : 美馬市穴吹町穴吹における幅員狭小の解消と歩行者の安全確保のために計画されたバイパスで、1994年（平成6年）に事業化され[6]、2007年（平成19年）12月18日に開通した[7]。
- 川井バイパス : 木屋平川井の極狭小区間を解消[8]。2015年4月29日開通[9]。

### 重複区間
- 国道11号・国道32号（香川県高松市中新町・中新町交差点（起点）- 高松市上天神町・上天神町交差点、高知県長岡郡大豊町西土居 - 高知県長岡郡大豊町高須（終点））
- 国道193号（香川県高松市中新町・中新町交差点（起点）- 徳島県美馬市穴吹町穴吹字岡ノ下）
- 国道377号（香川県高松市香川町安原下第3号 - 木田郡三木町大字奥山）
- 国道438号（徳島県美馬市木屋平 - 徳島県三好市東祖谷菅生）
- 国道439号（徳島県美馬市木屋平 - 高知県長岡郡大豊町高須（終点））

### 道路施設

#### 橋梁
- 香川県
  - 新岩崎橋（香東川、高松市、国道193号重複区間内）
- 徳島県
  - 土井谷橋（土井谷川、美馬市、国道193号重複区間内）
  - 穴吹橋（吉野川、美馬市、国道193号重複区間内）
  - 菅生大橋（三好市、国道439号重複区間内）
  - 新居屋橋（谷道川、三好市、国道439号重複区間内）
- 高知県
  - 新太平橋（南小川、長岡郡大豊町、国道439号重複区間内）

#### トンネル
- 徳島県
  - 見の越トンネル：延長114 m、1966年（昭和41年）竣工、美馬市 - 三好市（国道438号重複区間内）
  - 下瀬トンネル：延長141 m、2013年（平成25年）竣工、三好市（落合バイパス、国道439号重複区間内）
  - 下瀬2号トンネル：延長227 m、2022年（令和4年）竣工、三好市（落合バイパス、国道439号重複区間内）
  - 京上トンネル：延長1,023 m、2001年（平成13年）竣工、三好市（京上バイパス、国道439号重複区間内）
- 高知県
  - 落合トンネル：延長119 m、2012年（平成24年）竣工、長岡郡大豊町（国道439号重複区間内）
  - 粟生（あおう）トンネル：延長161 m、1996年（平成8年）竣工、長岡郡大豊町（国道439号重複区間内）

#### 道の駅
- 香川県
  - しおのえ（高松市、国道193号重複区間内）

## 地理

### 通過する自治体
- 香川県
  - 高松市 - 木田郡三木町
- 徳島県
  - 美馬市 - 三好市
- 高知県
  - 長岡郡大豊町

### 交差する道路
| 交差する道路 | 都道府県名 | 市町村名 | 市町村名 | 交差する場所       | 交差する場所        |
| --- | ---------- | -------- | -------- | ------------------ | ------------------- |
| 国道11号 重複区間起点 国道30号 国道32号 重複区間起点 国道193号 重複区間起点 国道436号 香川県道33号高松善通寺線 香川県道43号中徳三谷高松線 / 旧道 香川県道155号牟礼中新線 | 香川県     | 高松市   | 高松市   | 中新町             | 中新町交差点 / 起点 |
| 香川県道160号高松港栗林公園線 | 香川県     | 高松市   | 高松市   | 栗林町1丁目        | 栗林公園前交差点    |
| 香川県道266号勅使室新線 | 香川県     | 高松市   | 高松市   | 室新町             | 室新町交差点        |
| 国道11号 重複区間終点 国道32号 重複区間終点 | 香川県     | 高松市   | 高松市   | 上天神町           | 上天神町交差点      |
| 香川県道171号国分寺太田上町線 | 香川県     | 高松市   | 高松市   | 鹿角町             | 鹿角町交差点        |
| 香川県道147号太田上町志度線 | 香川県     | 高松市   | 高松市   | 鹿角町             | 鹿角町交差点        |
| 香川県道12号三木国分寺線 | 香川県     | 高松市   | 高松市   | 三名町             | 高松市三名町交差点  |
| 香川県道164号三谷香川線 | 香川県     | 高松市   | 高松市   | 仏生山町           |                     |
| 香川県道170号岡本香川線 | 香川県     | 高松市   | 高松市   | 香川町大野         | 香川町大野交差点    |
| 香川県道172号川東高松線 重複区間起点 | 香川県     | 高松市   | 高松市   | 香川町川東下       |                     |
| 国道193号 / 旧道 香川県道13号三木綾川線 | 香川県     | 高松市   | 高松市   | 香川町川東下       | 香川町川東下交差点  |
| 香川県道172号川東高松線 重複区間終点 | 香川県     | 高松市   | 高松市   | 香川町川東下       |                     |
| 香川県道45号高松空港線 | 香川県     | 高松市   | 高松市   | 香南町岡           | 香南町岡交差点      |
| 香川県道44号円座香南線 重複区間起点 | 香川県     | 高松市   | 高松市   | 香南町岡           |                     |
| 香川県道44号円座香南線 重複区間終点 | 香川県     | 高松市   | 高松市   | 香南町岡           | 香南町清水交差点    |
| 国道193号 / 旧道 | 香川県     | 高松市   | 高松市   | 香川町安原下第3号  | 鮎滝下交差点        |
| 国道377号 重複区間起点 | 香川県     | 高松市   | 高松市   | 香川町安原下第3号  |                     |
| 香川県道43号中徳三谷高松線 | 香川県     | 高松市   | 高松市   | 塩江町安原下第2号  |                     |
| 香川県道167号枌所西中徳線 | 香川県     | 高松市   | 高松市   | 塩江町安原下第2号  |                     |
| 香川県道30号塩江屋島西線 | 香川県     | 高松市   | 高松市   | 塩江町安原上東     |                     |
| 徳島県道・香川県道7号美馬塩江線 | 香川県     | 高松市   | 高松市   | 塩江町安原上東     |                     |
| 徳島県道・香川県道106号穴吹塩江線 | 香川県     | 高松市   | 高松市   | 塩江町安原上東     |                     |
| 香川県道42号小蓑前田東線 | 香川県     | 木田郡   | 三木町   | 大字小蓑           |                     |
| 香川県道263号鹿庭奥山線 | 香川県     | 木田郡   | 三木町   | 大字奥山           |                     |
| 国道377号 重複区間終点 | 香川県     | 木田郡   | 三木町   | 大字奥山           |                     |
| 香川県道・徳島県道105号多和脇線 | 徳島県     | 美馬市   | 美馬市   | 脇町字西赤谷       | 脇町落合交差点      |
| 国道193号 / 旧道 | 徳島県     | 美馬市   | 美馬市   | 脇町字西赤谷       |                     |
| E32 徳島自動車道 | 徳島県     | 美馬市   | 美馬市   | 脇町字拝原         | 4 脇町IC            |
| 徳島県道12号鳴門池田線 / 旧道 | 徳島県     | 美馬市   | 美馬市   | 脇町字拝原         |                     |
| 徳島県道12号鳴門池田線 / バイパス | 徳島県     | 美馬市   | 美馬市   | 脇町字拝原         |                     |
| 国道192号 重複区間終点 | 徳島県     | 美馬市   | 美馬市   | 穴吹町穴吹字岡ノ下 |                     |
| 徳島県道254号田方穴吹線 | 徳島県     | 美馬市   | 美馬市   | 穴吹町穴吹字井口   |                     |
| 徳島県道255号端山調子野線 | 徳島県     | 美馬市   | 美馬市   | 穴吹町口山字調子野 |                     |
| 徳島県道259号一宇古宮線 | 徳島県     | 美馬市   | 美馬市   | 穴吹町古宮字長尾   |                     |
| 徳島県道250号三ツ木宮倉線 | 徳島県     | 美馬市   | 美馬市   | 木屋平字三ツ木     |                     |
| 国道438号 重複区間起点 国道439号 重複区間起点 | 徳島県     | 美馬市   | 美馬市   | 木屋平字川井       |                     |
| 徳島県道260号中野木屋平線 | 徳島県     | 美馬市   | 美馬市   | 木屋平字太合       |                     |
| 国道438号 重複区間終点 | 徳島県     | 三好市   | 三好市   | 東祖谷菅生         |                     |
| 徳島県道44号三加茂東祖谷山線 | 徳島県     | 三好市   | 三好市   | 東祖谷落合         |                     |
| 徳島県道32号山城東祖谷山線 徳島県道・高知県道113号東祖谷山大杉停車場線 重複区間起点                                                                                      | 徳島県     | 三好市   | 三好市   | 東祖谷新居屋       |                     |
| 高知県道260号豊永停車場線 | 高知県     | 長岡郡   | 大豊町   | 東土居             |                     |
| 国道32号 重複区間起点 国道439号 徳島県道・高知県道113号東祖谷山大杉停車場線                                                                                              | 高知県     | 長岡郡   | 大豊町   | 西土居             |                     |
| 国道32号 重複区間終点 国道439号 重複区間終点 徳島県道・高知県道113号東祖谷山大杉停車場線 重複区間終点                                                                    | 高知県     | 長岡郡   | 大豊町   | 高須               | 終点                |

### 交差する鉄道
- 高徳線
- 高松琴平電気鉄道琴平線
- 徳島線
- 土讃線

### 峠
- 徳島県
  - 京柱峠（三好市 - 高知県長岡郡大豊町、国道439号重複区間内）